# 베터 댄 섹스
베터 댄 섹스(Better Than Sex)는 오스트레일리아, 프랑스에서 제작된 조나단 텝리츠키 감독의 2000년 코미디, 멜로/로맨스 영화이다. 데이비드 웬햄 등이 주연으로 출연하였고 브루나 파판드레아 등이 제작에 참여하였다.

## 출연

### 주연
- 데이비드 웬햄
- 수지 포터

### 조연
- 크리스 맥쿼드
- 사이먼 보셀
- 캐서린 매클레먼츠

## 제작진
- 배역: 닉키 바렛